# 井上勤
井上 勤（いのうえ つとむ、1850年10月20日（嘉永3年9月15日） - 1928年（昭和3年）10月22日）は、日本の翻訳家。徳島県徳島市出身。
父は医師の井上不鳴。息子は英文学者・井上正人（次男）。甥は評論家の内田魯庵。

## 生涯
徳島藩医・井上不鳴の子として徳島城下前川の中洲で生まれた。7歳でフランス人・ヤン・ドンケル・クルティウスに英語を学んだ。その後、16歳で神戸に出てドイツ領事・ドクトル・フォケの通訳となった。
1881年（明治14年）、蜂須賀茂韶の命で大蔵省に入り、関税局の翻訳家となった。1883年（明治16年）、文部省に移り西村茂樹の編輯局に入った。その後、内閣制度調査局に転任、後に官界を去った。また私生活においては4度の離婚歴があり、5人目の渡辺アイとは入籍すらしていないものの、2人の子どもが授かった。
1926年（大正15年）頃、神戸の安藤書店で脳出血を起し、1928年（昭和3年）10月22日に自宅で死去。墓所は兵庫県神戸市の神戸市営追谷霊園。戒名は正学院釈浄勤居士。

## 著書
- 『芸者の心得ちがひ 俳優の部,芸妓の部』洗誡軒, 1879
- 『民権国家破裂論』岡島真七, 1880
- 『英和完全会話書』青木嵩山堂, 1898

### 翻訳
- エドワード・ブルワー＝リットン『開巻驚奇 竜動鬼談』世渡谷文吉, 1880
- ジュールス・ヴェルネ『九十七時二十分間月世界旅行』第1-10巻 黒瀬勉二[ほか], 1880-81
- 斯辺瑣 (ハーバート・スペンサー)『女権真論』思誠堂, 1881
- 『第一世拿破崙言行録』編. 思誠堂, 1881
- 野刺素他斯・敝・備具阿郎 (エラスタス・ビー・ビッグアロー)『関税論』渡瀬秀一郎共訳. [ ], 1881
- トーマス・モール『良政府談』思誠堂, 1882
- シェキスピヤー『人肉質入裁判 西洋珍説』今古堂, 1883
- ヅーフヲー『魯敏孫漂流記 絶世奇談』博聞社, 1883
- トーマス・モール『新政府組織談』思誠堂, 1883
- ジュールス・ベルネ『亜非利加内地三十五日間空中旅行』 巻1-7 渡辺義方校. 絵入自由出版社, 1883-84
- ヂュールス・ベルネ『英国太政大臣難船日記』巻之1,2 渡辺義方 校. 絵入自由出版社, 1885
- ヂュールス・ベルネ『自由廼征矢 白露革命外伝』絵入自由出版社, 1885
- ヂュールス・ベルネ『海底紀行 六万英里』博聞社, 1885
- ゲーテ『狐の裁判 独乙奇書』絵入自由出版社, 1885
- 『全世界一大奇書 原名・アラビヤンナイト』報告堂, 1886
- ジュールス・ヴェルネー『造物者驚愕試験 学術妙用』広知社, 1887
- ルシー・ランダル・コンフォルト『恋慕ト嫉妬 第1編』広知社, 1887
- ヂュールス・ベルネ『佳人之血涙 政治小説』自由閣, 1887
- 維児機胡林斯 (ウイルキイ・コリンス) 『妻の嘆 政治小説』兎屋書店, 1887
- Ollendorff『六ケ月間英語卒業書』望月誠,1888
- チャーレス・ドイグ夫人『細君の友』輿論社, 1888
- 西基斯比亜 (セキスピア) 『幽霊と対話 文明奇談』久野木信善, 1888
- ジュール・ベルネ『通俗八十日間世界一周』自由閣, 1888
- 倶礼 (グレー) 『猿乃裁判 優勝劣敗』西村富次郎[ほか], 1888
- アルベルト・バーテルス『英仏独和近世会話篇』開新堂, 1890
- 『拐帯百万円 小説』訳. 矢島誠進堂, 1900
- 『姦策詭計秘密の秘密』訳, 堀多聞 記. 矢島誠進堂, 1900

### 復刻
- 『狐の裁判 禽獣世界 (明治初期翻訳文学選)雄松堂書店, 1978
- 『自由の征矢 白露革命外伝 (明治初期翻訳文学選 雄松堂書店, 1982
- 『井上勤集 (明治翻訳文学全集 翻訳家編  大空社, 2002